# Hong Kong Stadium
Das Hong Kong Stadium, kurz HKS (chinesisch 香港大球場 / 香港大球场, Pinyin Xiānggǎng Dà Qiúchǎng, Jyutping Hoeng1gong2 Daai6 Kau4coeng4; kurz 大球場 / 大球场,  Dà Qiúchǎng, Jyutping Daai6 Kau4coeng4, ugs. 埔頭 / 埔头,  Pǔtóu, Jyutping Bou3tau4) ist ein Stadion in Hongkong, das im Stadtteil Wan Chai auf Hong Kong Island liegt. Das 58.500 m² große Mehrzweckstadion bietet Platz für 40.000 Zuschauer und ist zugleich das größte Fußballstadion der Stadt. Es ist die Heimstätte der Herrenfußballnationalmannschaft von Hongkong und beheimatet zugleich (Stand 2018/19) die Heimspiele des Eastern AA in der Hong Kong Premier League.

## Geschichte
Das Hong Kong Stadium wurde im Jahre 1952 als Hong Kong Government Stadium (香港政府大球場) eröffnet und bietet zum Zeitpunkt der Eröffnung Platz für 28.000 Zuschauer. Von 1952 bis 2015 trug der Verein South China AA in diesem Stadion seine Heimspiele aus. South China AA wurde bis heute (Stand 2018/19) 41 Mal Fußballmeister von Hongkong und konnte sich neunmal den Pokal von Hongkong sichern. Neben diesem Verein nutzt auch die Fußballnationalmannschaft von Hongkong das Stadion für die Fußballländerspiele. Die Erfolge der Nationalmannschaft halten sich jedoch in Grenzen. Da man noch nie an einer Fußballweltmeisterschaft teilnahm, ist der größte Erfolg ein dritter Platz bei der Asienmeisterschaft 1956.
Um den heutigen Kapazitätsbedarf des Hong Kong Stadiums gerecht zu werden, wurde 1992 bei der Renovierung des Stadions in Zusammenarbeit mit Hong Kong Jockey Club die Zahl der Sitzplätze auf 40.000 erhöht. Bei den Renovierungsarbeiten wurden zudem die zuvor vorhandene Leichtathletikbahnen entfernt. Schulen, die das Stadion bis dato als Austragungsort für Wettbewerbe nutzten, wurden gebeten sich einen neuen Ort zur Durchführung ihrer Wettkämpfe zu suchen. Allerdings stellten sich nach der Renovierung bereits am ersten Tag Probleme mit dem Rasen ein. Alex Ferguson, Trainer von Manchester United, bemerkte nach einem Gastspiel seines Vereines in diesem Stadion, dass der Rasen uneben, sandig und sehr glatt war, sodass sich die Spieler schnell verletzten können. Wenig später wurde dieses Problem durch eine Erneuerung der Spielfläche behoben.

## Veranstaltung
Im Hong Kong Stadium finden neben Fußballspielen auch Spiele des Rugbysports statt, beispielsweise jedes Jahr die Hong Kong Sevens, das bekannteste Turnier im Rahmen der IRB Sevens World Series. Bei den Hong Kong Sevens spielen immer 24 Länderauswahlen um den Sieg, zu den Gewinnern zählen unter anderem England, Australien und Neuseeland.

## Verkehr
Das Stadion ist einfach über ÖPNV per U-Bahn- oder Busverkehr zu erreichen. Es ist etwa 15 Fußminuten vom Ausgang F der MTR-Haltestelle Causeway Bay Station (銅鑼灣站) der Island Line entfernt. Es ist außerdem angeschlossen an verschiedene Linien der lokalen Busbetreiber Citybus und KMB. Für den privaten Individualverkehr verfügt das Stadion über 41 gebührenpflichtige Parkplätze für PKWs, wovon zwei Parkplätze für Fahrer mit Behindertenparkerlaubnis bestimmt sind. Die öffentliche Nutzung des Parkplatzes ist jedoch bei Tagen mit Veranstaltungen im Stadion ausgeschlossen.

## Galerie

HKS – Verschiedene Veranstaltungen
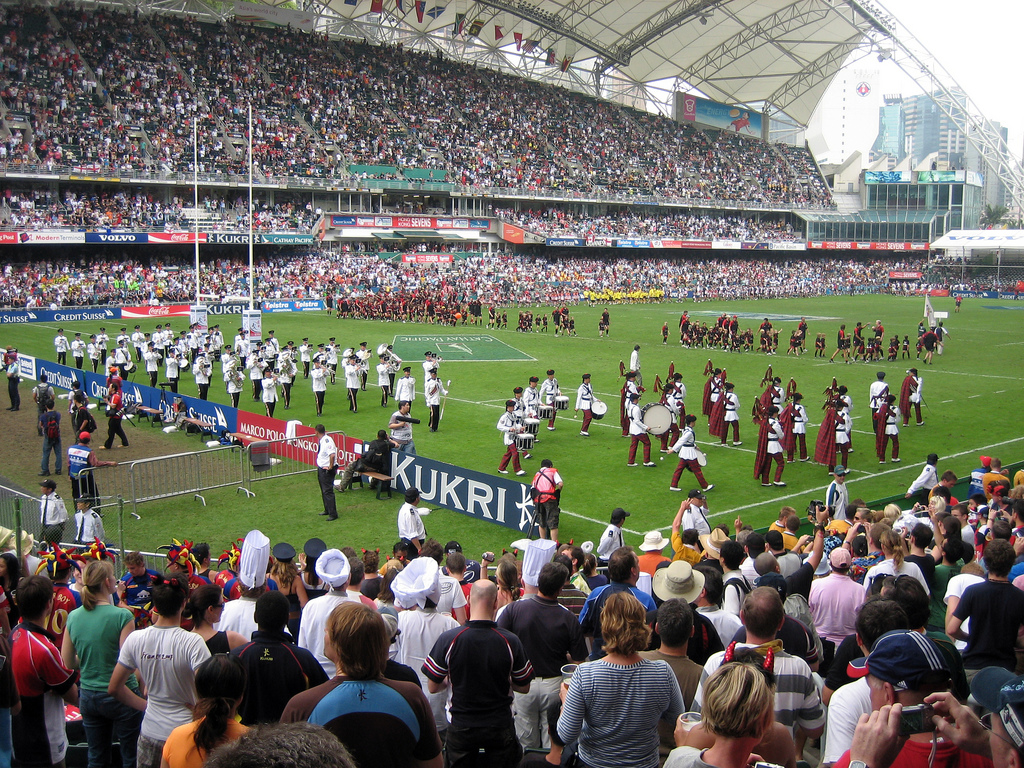
HKS – Rugbyspiel, Hong Kong Sevens Parade, 2008
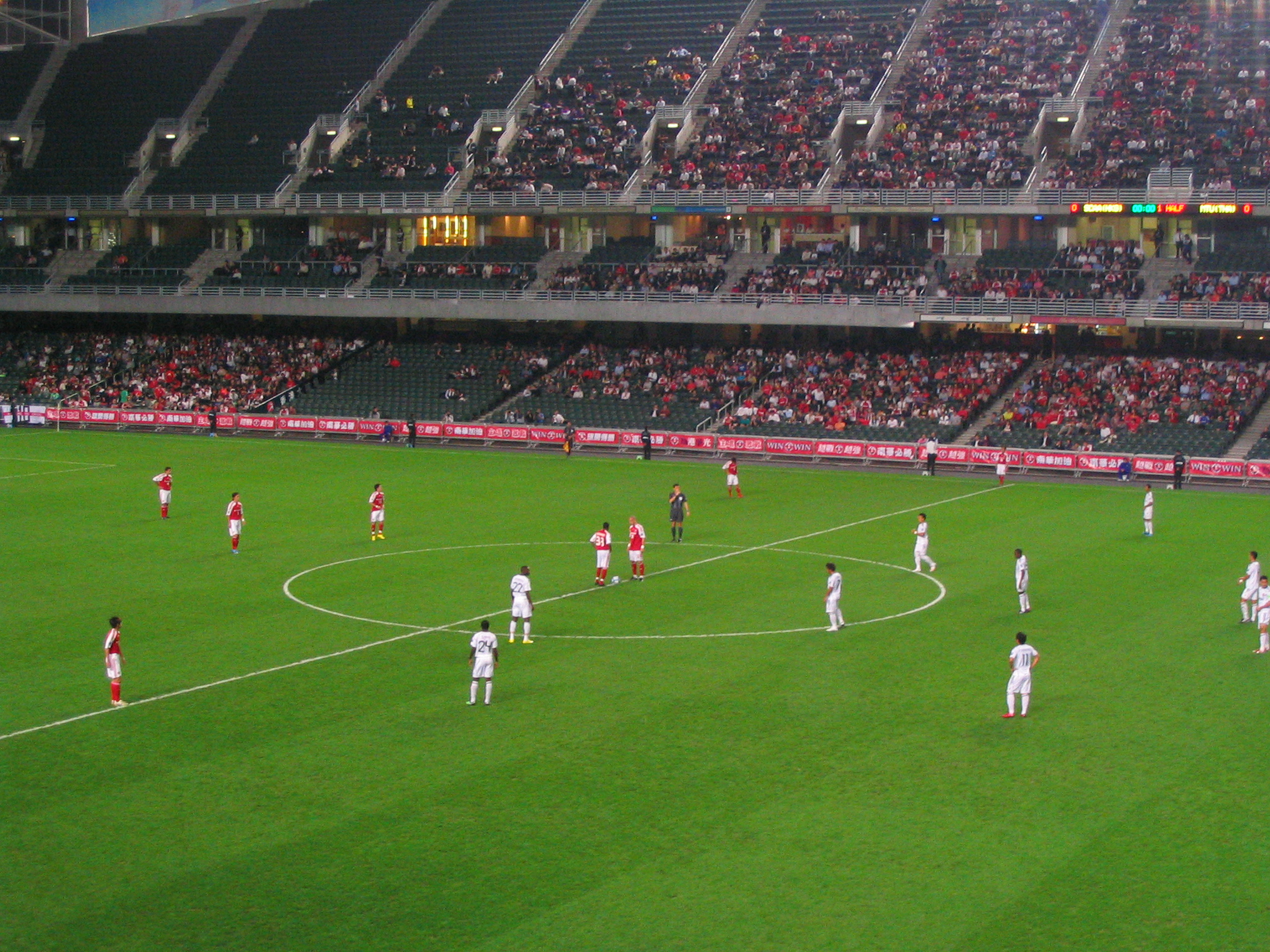
AFC Cup – SCAA vs. Muangthong United, 2010
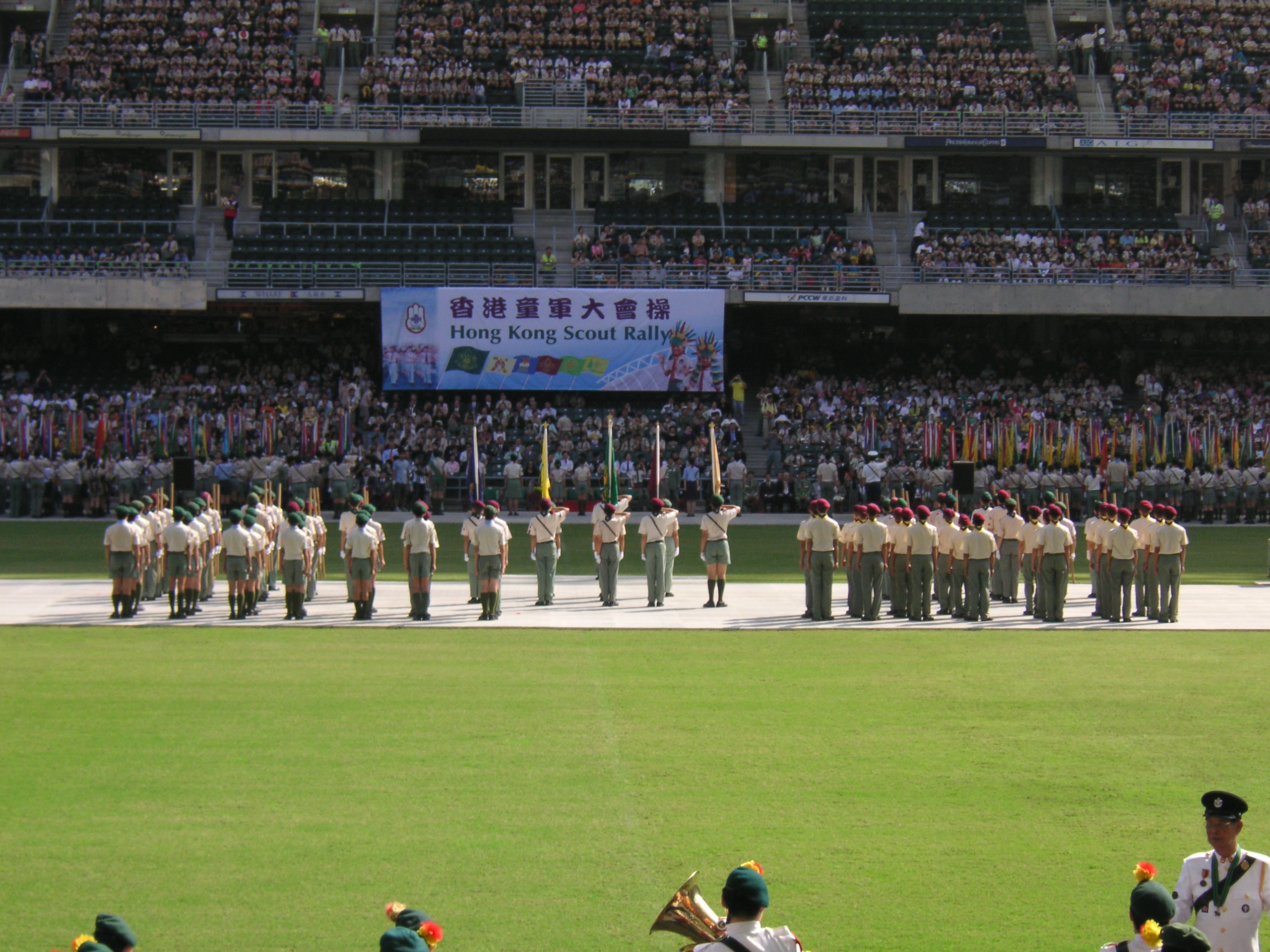
HKS – Scout Rally, Pfadfindertreffen, 2005
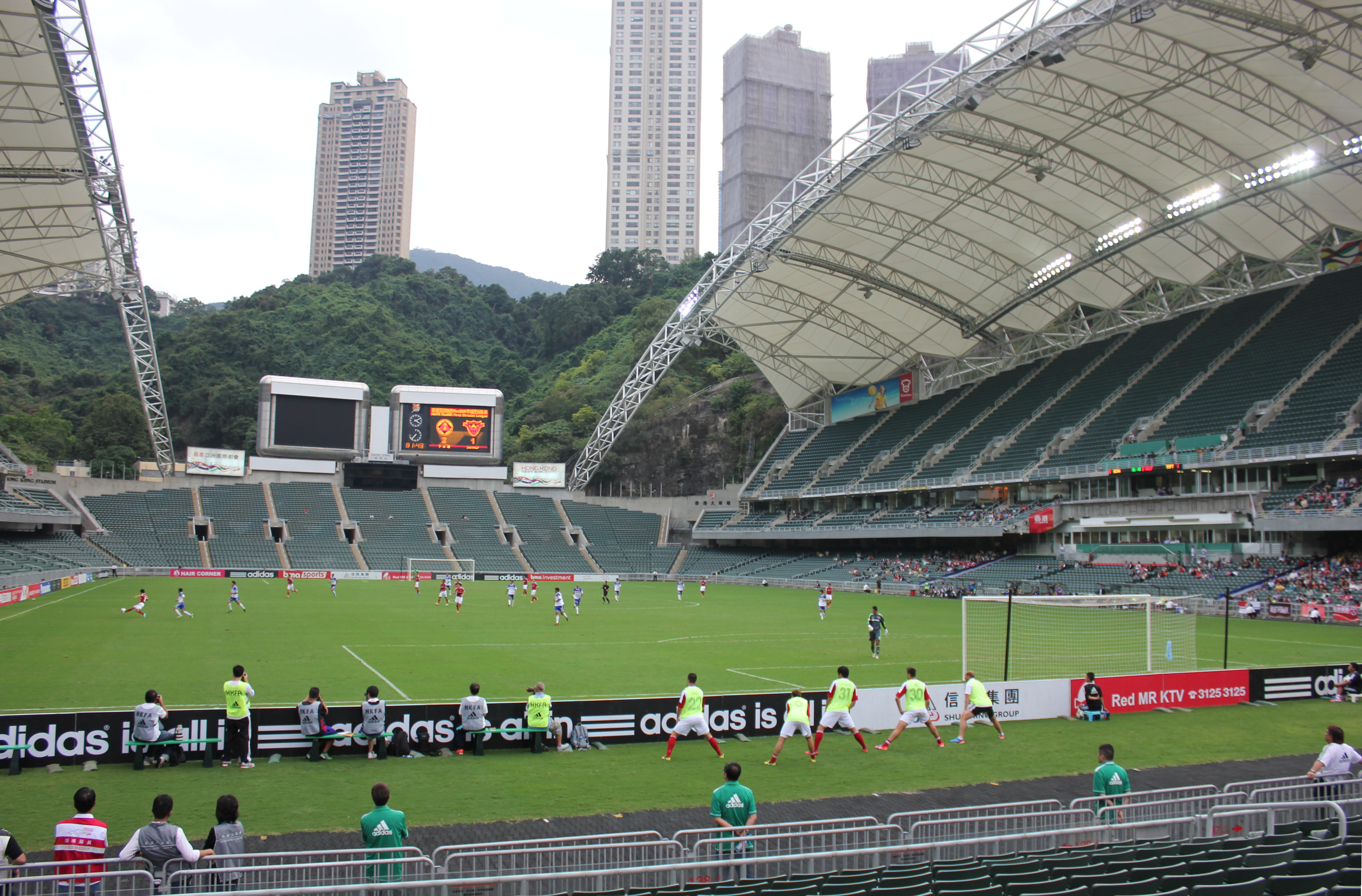
Südtribüne (vorn), Westtribüne (rechts), 2012
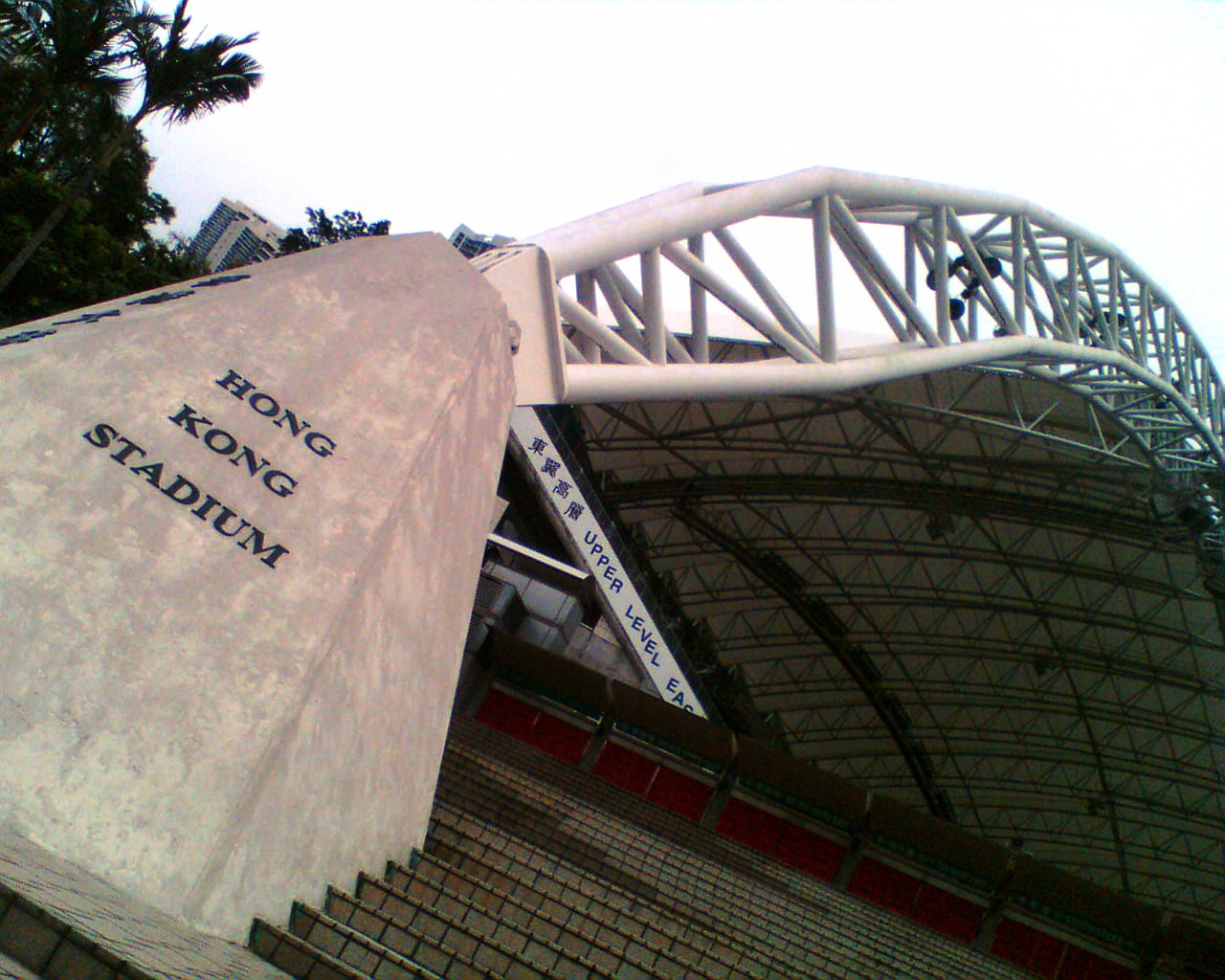
Fachwerkträger der Tribünenüberdachung, 2006

HKS – Innen und Außen
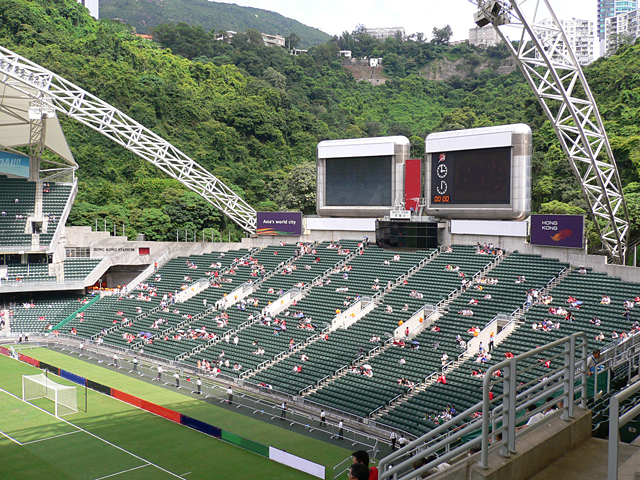
Blick auf Südtribüne mit Anzeigetafel, 2006
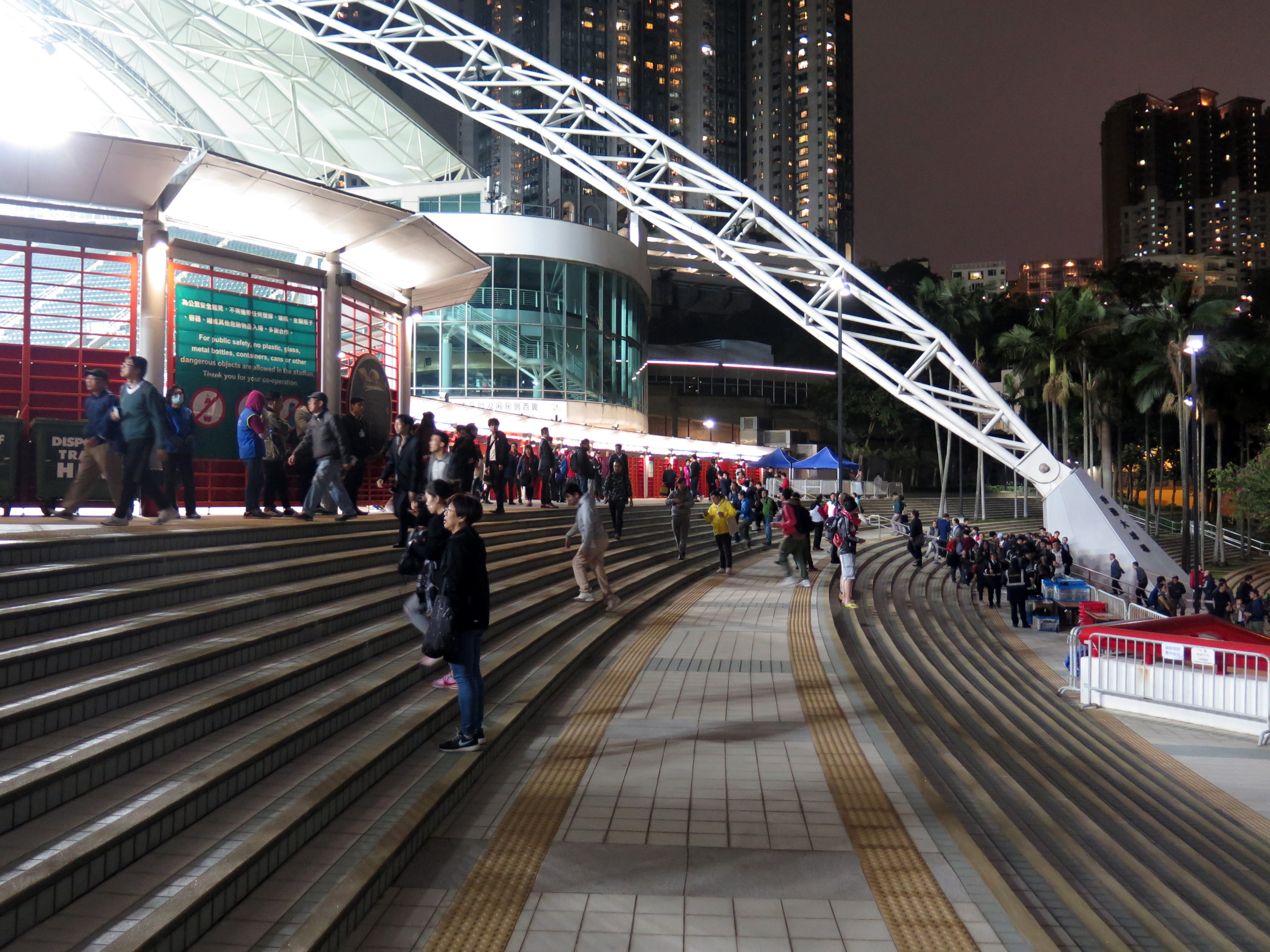
Eingangstreppen – Hauptzugang, 2018
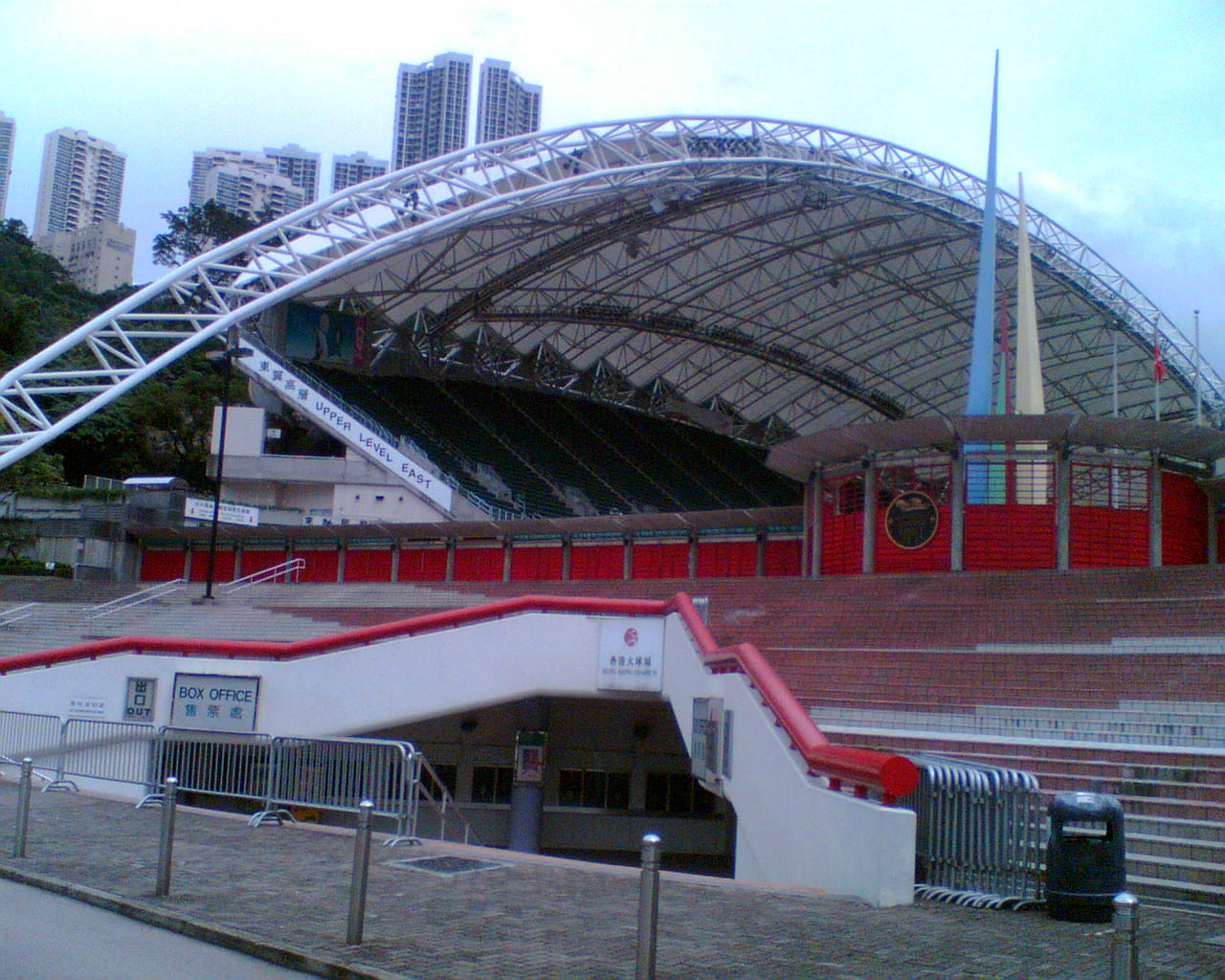
Südeingang Osttribüne, 2006
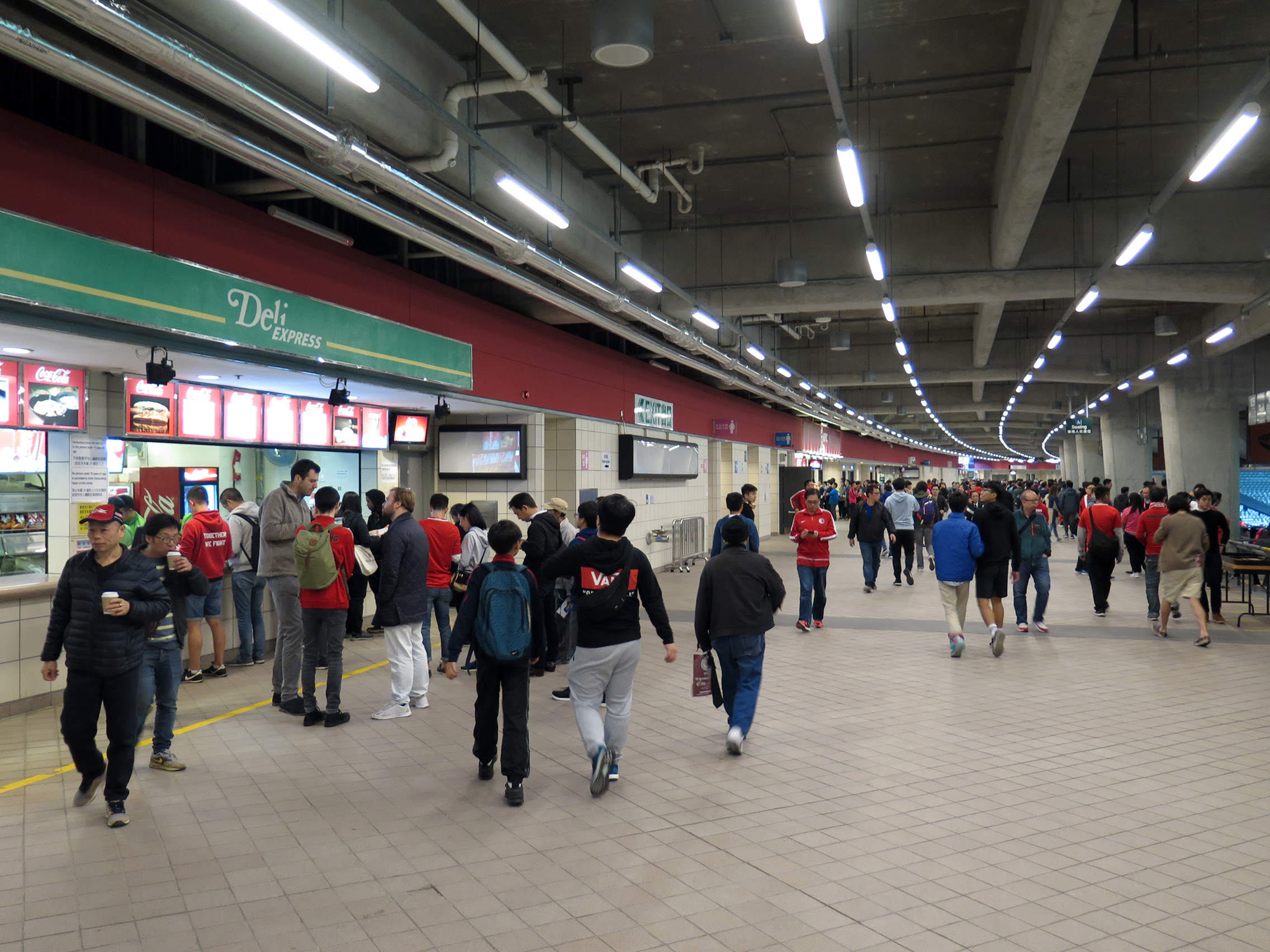
Zugang zur Tribüne – Innen, 2018
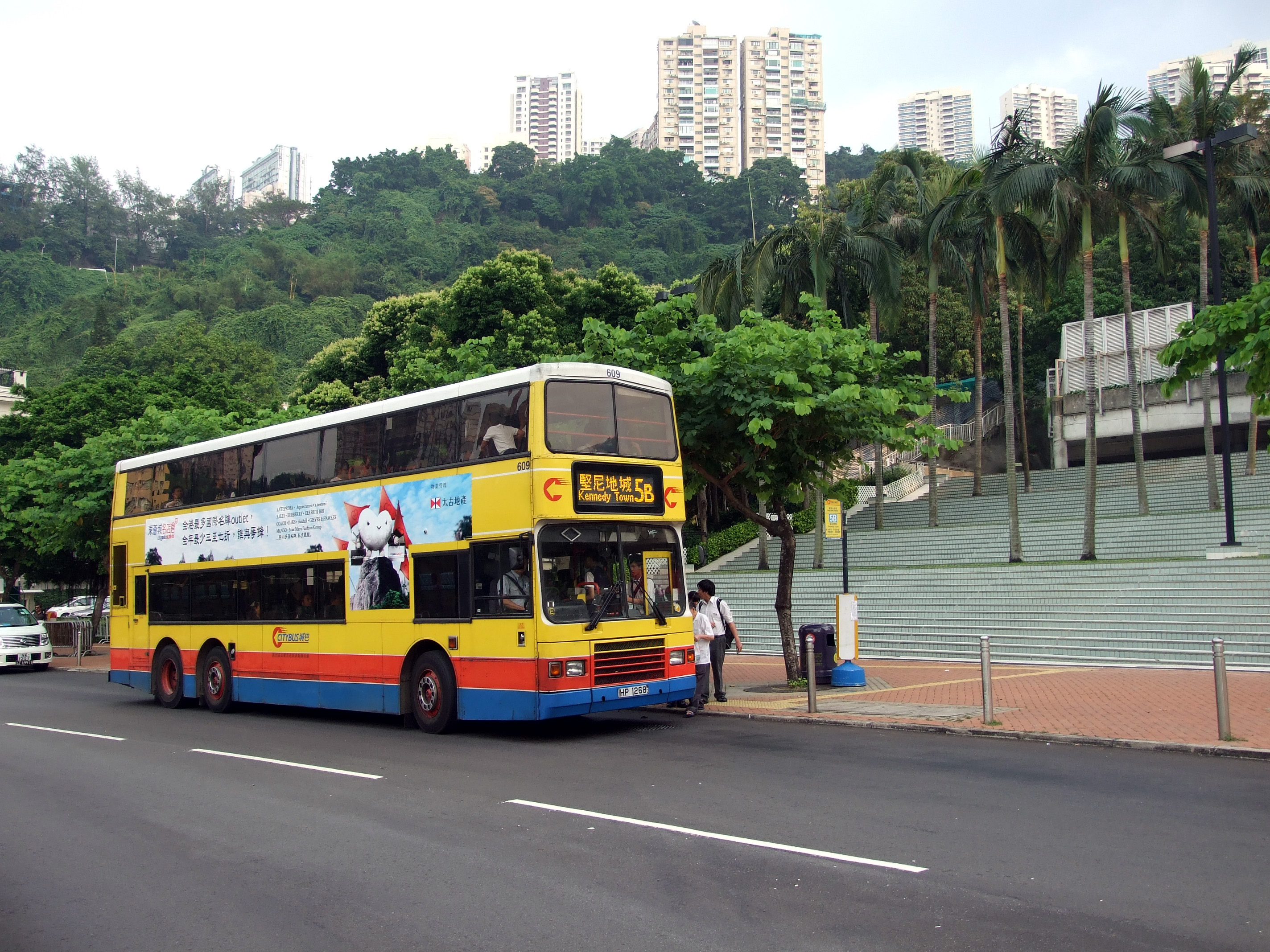
Hauptzugang – City Bus[5] Linie 5B, 2009